# 村野まさよし
村野まさよし（むらの まさよし、1954年10月8日- ）は、日本の放送作家、文筆家、タレント。

## 人物・来歴
本名・雅義。東京都生まれ。東海大学工学部建築学科卒。学生時代はモータースポーツの四輪ラリーに専念。 1975年、オーストラリア、サザンクロスラリー、1987年、第３回香港北京ラリー出場の経歴をもつ。 
大学卒業後、放送作家となる。テレビ東京「リスクのクスリ」にキャスターとして出演中。
地方税、米作りについて多くの著書があり、「あきたこまち」の名を全国に広めたという。

## 著書
- 『カントリー・ライダーに捧げる本 風を切りさく単車の野性味』村野雅義 池田書店, 1980.4
- 『われらがツーリング仲間』村野雅義 講談社, 1981.9
- 『バイクランド北海道』グランプリ出版, 1982.5
- 『ふたたびTV局恥さらしな日記』村野雅義 実業之日本社, 1985.8
- 『4WDカッとび北海道5000キロ』村野雅義 実業之日本社, 1986.10
- 『だきしめ北海道 極私的ちょっとスゴイ「北の旅」ポイント』村野雅義(Century press 情報センター出版局, 1986.7
- 『コシヒカリは危ない 農薬残留米が食卓を襲う』村野雅義(Century press) 情報センター出版局, 1987.11
- 『日本のおコメ コメづくりの現場を390日,"百姓"を徹底体験する』村野雅義 情報センター出版局, 1987.5
- 『狂ってしまった野菜たち 知られざる「農薬残留やさいクダモノ」の危険度』村野雅義(Century press) 情報センター出版局, 1988.6
- 『環境空気の崩壊 知らずに吸い込んでいる「環境発ガン物質」』村野雅義(Century press) 情報センター出版局, 1989.5
- 『過疎地人たちの優雅な生活 南富良野物語』ダイヤモンド社, 1992.2
- 『日本の米づくり ドキュメント』村野雅義 (ちくま文庫) 1992.9
- 『田んぼの謎 おいしい話がいっぱい』ユージン伝, 1995.11
- 『バキュームカーはえらかった! 黄金機械化部隊の戦後史』文芸春秋, 1996.5
- 『リスクてんこ盛り』実業之日本社, 1996.9
- 『ごきげん消費税補助金つかみどり』(講談社文庫) 1997.4
- 『地方栄えて、日本は破産 税金「つかみどり」と「地方交付税」のカラクリ』講談社, 1998.2
- 『東京は日本一ビンボーである! 地方交付税の大間違い』ダイヤモンド社, 1998.2
- 『あなたの税はこう化けた 都市酷税で地方は栄える』(小学館文庫) 2000.1
- 『小泉改革vs.田中角栄』新潮社, 2002.2
- 『深夜放送がボクらの先生だった』実業之日本社 2008.8

### 共編著
- 『親子の将来を決める本 大学教授とタレントの90年代型「第七感」発想法』坂田俊文, 村野雅義著. 情報センター出版局, 1990.1
- 『眠れぬ夜の心理学漫談』渋谷昌三共著. ダイヤモンド社, 1996.11
- 『どうする!東京』平沢勝栄共著. ダイヤモンド社, 1998.4
- 『カリスマ社長の目のつけどころ』編著 (小学館文庫) 2001.8
- 『めざせ!AAA いまどき絶好調社長に学ぶ』岡田和生,松本和那共編. ベストセラーズ, 2002.7
- 『ブックオフの真実 坂本孝ブックオフ社長、語る』坂本孝, 松本和那共編著. 日経BP社, 2003.3
- 『お金に縛られない生き方のすすめ』森永卓郎共著. PHP研究所, 2004.1